# 蓬沙尔东
蓬沙尔东（法語：Pontchardon，法語發音：[pɔ̃ʃaʁdɔ̃] ⓘ）是法国奥恩省的一个市镇，属于阿让唐区。

## 地理
蓬沙尔东（48°55'45"N, 0°15'58"E）面积4.83 平方千米，位于法国诺曼底大区奧恩省，该省份为法国西北部内陆省份，北起顺时针与卡爾瓦多斯省、厄尔省、厄尔-卢瓦省、萨尔特省、马耶讷省和芒什省接壤。
与蓬沙尔东接壤的市镇（或旧市镇、城区）包括：卡纳普维尔、蒂什维尔、阿韦讷圣古尔贡、勒博勒努、维穆捷。

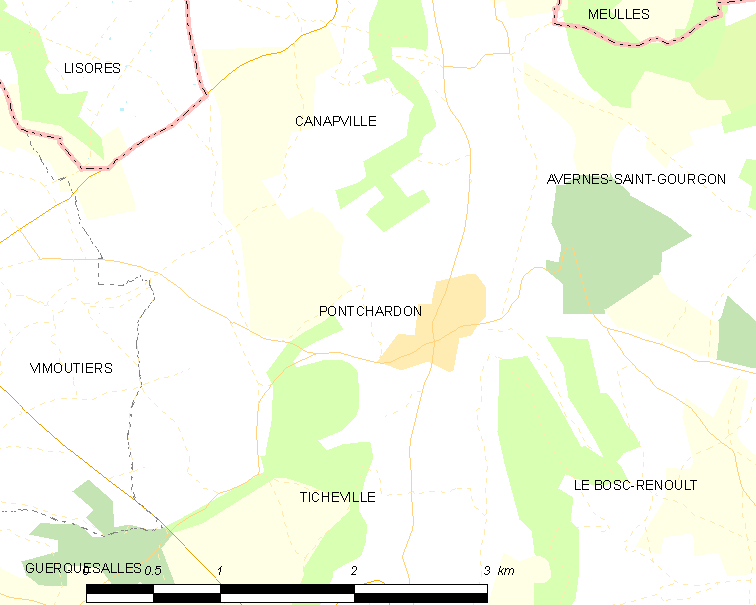
蓬沙尔东的OSM定位图

蓬沙尔东的时区为UTC+01:00、UTC+02:00（夏令时）。

## 行政
蓬沙尔东的邮政编码为61120，INSEE市镇编码为61333。

## 政治
蓬沙尔东所属的省级选区为维穆捷县。

## 人口

1962-2008年间蓬沙尔东人口变化图示

蓬沙尔东于2022年1月1日时的人口数量为184人。